# Muhamed-Ali Radžai
Muhamed Ali-Radžai (perz. محمدعلی رجایی, Kazvin, Iran, 15. lipnja 1933. – Teheran, 30. kolovoza 1981.), iranski političar, prvi predsjednik Vlade i drugi predsjednik Islamske Republike Iran.

## Životopis
Muhamed-Ali Radžai je rođen u Kazvinu na sjeveru Irana i studirao je za učitelja na Sveučilištu Tarbijat Moalem u Teheranu. Nakon revolucije, Radžai je od 12. kolovoza 1980. obnašao dužnost prvog predsjednika vlade, a nakon što je Abulhasan Banisadr razriješen predsjedničkih dužnosti zbog potpore pobunjenim marksističkim frakcijama kandidirao se za predsjednika i pobijedio s 91% glasova. Nakon svega 28 dana predsjedničkog mandata, Radžai i novi premijer Muhamed-Džavad Bahonar poginuli su u terorističkom napadu 30. kolovoza 1981. godine. Napadač koji je postavio aktovku s eksplozivom identificiran je kao Masud Kašmiri, operativac marksističke stranke Narodni mudžahedini Irana (MEK). Sljedeći predsjednik Irana bio je Ali Hamenei.

## Vanjske povezice
Ostali projekti
|  | Zajednički poslužitelj ima još gradiva o temi Mohammad-Ali Rajai |